# Pericoma fallax
Pericoma fallax är en tvåvingeart som beskrevs av Eaton 1893. Pericoma fallax ingår i släktet Pericoma och familjen fjärilsmyggor. Inga underarter finns listade i Catalogue of Life.